# Atletiek op de Olympische Zomerspelen 2024 – 400 meter vrouwen
De 400 meter voor vrouwen op de Olympische Zomerspelen 2024 vond plaats van 5 tot en met 9 augustus in het Stade de France. Titelverdediger was Shaunae Miller-Uibo van de Bahamas. De finale werd gewonnen door Marileidy Paulino uit de Dominicaanse republiek, de Bahreinse Salwa Eid Naser behaalde het zilver en Natalia Kaczmarek uit Polen won de bronzen medaille.

## Records
Voorafgaand aan het toernooi waren dit het wereldrecord en het olympisch record.
| Wereldrecord     | Oost-Duitsland Marita Koch | 47.60 | Canberra | 6 oktober 1985 |
| Olympisch record | Frankrijk Marie-José Pérec | 48.25 | Atlanta  | 29 juli 1996   |

## Resultaten
Legenda:

Q - Gekwalificeerd door eindplaats

q - Gekwalificeerd door eindtijd

SR - Beste tijd gelopen in seizoen voor atleet

PR - Persoonlijk record atleet

NR - Nationaal record van atleet

OR - Olympisch record

WR - Wereldrecord

DQ - Gediskwalificeerd

DNS - Niet gestart

DNF - Niet gefinisht

### Series
De eerste drie van elke serie kwalificeerden zich direct voor de halve finales. Van de overgebleven atleten kwalificeerden bovendien de zes snelsten zich voor de halve finales.

#### Serie 1
| Rang | Baan | Naam                      | Naam | Tijd  | Bijz. |
| ---- | ---- | ------------------------- | ---- | ----- | ----- |
| 1    | 3    | Salwa Eid Naser           | BRN  | 49.91 | Q     |
| 2    | 8    | Stacey-Ann Williams       | JAM  | 50.16 | Q, SB |
| 3    | 4    | Andrea Miklós             | ROU  | 50.54 | Q, PB |
| 4    | 2    | Gabby Scott               | PUR  | 50.74 | NR    |
| 5    | 5    | Kendall Ellis             | USA  | 51.16 |       |
| 6    | 6    | Sophie Becker             | IRL  | 51.84 |       |
| 7    | 9    | Tereza Petržilková        | CZE  | 51.92 |       |
| 8    | 7    | Modesta Justė Morauskaitė | LTU  | 52.00 | SB    |

#### Serie 2
| Rang | Baan | Naam                   | Naam | Tijd  | Bijz. |
| ---- | ---- | ---------------------- | ---- | ----- | ----- |
| 1    | 8    | Nickisha Pryce         | JAM  | 50.02 | Q     |
| 2    | 7    | Laviai Nielsen         | GBR  | 50.36 | Q     |
| 3    | 2    | Henriette Jæger        | NOR  | 50.39 | Q     |
| 4    | 4    | Justyna Święty-Ersetic | POL  | 50.95 | SB    |
| 5    | 6    | Ellie Beer             | AUS  | 51.47 | PB    |
| 6    | 5    | Lina Licona            | COL  | 51.85 |       |
| 7    | 3    | Zoe Sherar             | CAN  | 51.97 |       |

#### Serie 3
| Rang | Baan | Naam             | Naam | Tijd  | Bijz. |
| ---- | ---- | ---------------- | ---- | ----- | ----- |
| 1    | 8    | Amber Anning     | GBR  | 49.68 | Q     |
| 2    | 2    | Lieke Klaver     | NED  | 49.96 | Q     |
| 3    | 6    | Paola Morán      | MEX  | 51.04 | Q     |
| 4    | 9    | Martina Weil     | CHI  | 51.15 |       |
| 5    | 7    | Alice Mangione   | ITA  | 51.60 |       |
| 6    | 3    | Ella Onojuvwevwo | NGR  | 51.65 |       |
| 7    | 4    | Tiffani Marinho  | BRA  | 52.62 |       |
| 8    | 5    | Cátia Azevedo    | POR  | 52.73 |       |

#### Serie 4
| Rang | Baan | Naam                | Naam | Tijd    | Bijz.    |
| ---- | ---- | ------------------- | ---- | ------- | -------- |
| 1    | 4    | Natalia Kaczmarek   | POL  | 49.98   | Q        |
| 2    | 9    | Roxana Gómez        | CUB  | 50.38   | Q, SB    |
| 3    | 5    | Sada Williams       | BAR  | 50.45   | Q        |
| 4    | 6    | Victoria Ohuruogu   | GBR  | 50.93   | Re       |
| 5    | 3    | Gunta Vaičule       | LAT  | 51.13   | Re       |
| 6    | 2    | Helena Ponette      | BEL  | 51.75   | Re       |
| 7    | 7    | Shaunae Miller-Uibo | BAH  | 2:29.29 |          |
|      | 8    | Esther Joseph       | NGR  | DSQ     | TR17.2.3 |

#### Serie 5
| Rang | Baan | Naam                 | Naam | Tijd  | Bijz. |
| ---- | ---- | -------------------- | ---- | ----- | ----- |
| 1    | 5    | Marileidy Paulino    | DOM  | 49.42 | Q     |
| 2    | 7    | Aaliyah Butler       | USA  | 50.52 | Q     |
| 3    | 6    | Susanne Gogl-Walli   | AUT  | 50.67 | Q, PB |
| 4    | 8    | Sharlene Mawdsley    | IRL  | 50.71 | PB    |
| 5    | 4    | Aliyah Abrams        | GUY  | 51.55 | SB    |
| 6    | 6    | Lurdes Gloria Manuel | CZE  | 52.20 |       |
| 7    | 2    | Kiran Pahal          | IND  | 52.51 |       |
| 8    | 3    | Cynthia Bolingo      | BEL  | 52.77 | SB    |

#### Serie 6
| Rang | Baan | Naam              | Naam | Tijd  | Bijz.  |
| ---- | ---- | ----------------- | ---- | ----- | ------ |
| 1    | 5    | Rhasidat Adeleke  | IRL  | 50.09 | Q      |
| 2    | 7    | Alexis Holmes     | USA  | 50.35 | Q      |
| 3    | 8    | Junelle Bromfield | JAM  | 51.36 | Q      |
| 4    | 2    | Miranda Coetzee   | RSA  | 51.58 |        |
| 5    | 6    | Lada Vondrová     | CZE  | 51.80 |        |
| 6    | 3    | Lauren Gale       | CAN  | 53.13 |        |
| 7    | 4    | Evelis Aguilar    | COL  | 53.36 |        |
|      | 9    | Nicole Caicedo    | ECU  | DSQ   | TR16.8 |

### Herkansingsronde

#### Herkansingsserie 1
| Rang | Baan | Naam                   | Naam | Tijd  | Bijz. |
| ---- | ---- | ---------------------- | ---- | ----- | ----- |
| 1    | 5    | Ella Onojuvwevwo       | NGR  | 50.59 | Q     |
| 2    | 4    | Justyna Święty-Ersetic | POL  | 50.89 | SB    |
| 3    | 3    | Sharlene Mawdsley      | IRL  | 51.18 |       |
| 4    | 7    | Tereza Petržilková     | CZE  | 51.46 | SB    |
| 5    | 8    | Aliyah Abrams          | GUY  | 51.84 |       |
| 6    | 6    | Kiran Pahal            | IND  | 52.59 |       |

#### Herkansingsserie 2
| Rang | Baan | Naam                      | Naam | Tijd  | Bijz. |
| ---- | ---- | ------------------------- | ---- | ----- | ----- |
| 1    | 4    | Gabby Scott               | PUR  | 50.52 | Q, NR |
| 2    | 8    | Miranda Coetzee           | RSA  | 50.66 | q, PB |
| 3    | 5    | Lurdes Gloria Manuel      | CZE  | 50.81 | q     |
| 4    | 6    | Modesta Justė Morauskaitė | LTU  | 51.33 | PB    |
| 5    | 7    | Helena Ponette            | BEL  | 51.46 | PB    |
| 6    | 3    | Martina Weil              | CHI  | 51.79 |       |
| 7    | 2    | Shaunae Miller-Uibo       | BAH  | 53.50 |       |

#### Herkansingsserie 3
| Rang | Baan | Naam              | Naam | Tijd  | Bijz. |
| ---- | ---- | ----------------- | ---- | ----- | ----- |
| 1    | 8    | Victoria Ohuruogu | GBR  | 50.59 | Q, SB |
| 2    | 2    | Gunta Vaičule     | LAT  | 50.93 |       |
| 3    | 6    | Alice Mangione    | ITA  | 51.07 | PB    |
| 4    | 4    | Ellie Beer        | AUS  | 51.65 |       |
| 5    | 5    | Cátia Azevedo     | POR  | 52.04 | SB    |
| 6    | 3    | Lauren Gale       | CAN  | 52.68 |       |
| 7    | 7    | Evelis Aguilar    | COL  | 52.86 | SB    |

#### Herkansingsserie 4
| Rang | Baan | Naam            | Naam | Tijd  | Bijz. |
| ---- | ---- | --------------- | ---- | ----- | ----- |
| 1    | 8    | Kendall Ellis   | USA  | 50.44 | Q     |
| 2    | 6    | Sophie Becker   | IRL  | 51.28 |       |
| 3    | 7    | Zoe Sherar      | CAN  | 51.43 |       |
| 4    | 4    | Lina Licona     | COL  | 51.90 |       |
| 5    | 5    | Lada Vondrová   | CZE  | 52.15 |       |
| 6    | 2    | Tiffani Marinho | BRA  | 52.32 |       |
|      | 3    | Cynthia Bolingo | BEL  | DNS   |       |

### Halve finales
De eerste twee atleten van elke halve finale plaatsten zich direct voor de finale (Q), daarnaast gingen van de overgebleven atleten de twee tijdssnelsten door (q). 

#### Halve finale 1
| Rang | Baan | Naam              | Naam | Tijd  | Bijz. |
| ---- | ---- | ----------------- | ---- | ----- | ----- |
| 1    | 7    | Salwa Eid Naser   | BRN  | 49.08 | Q, SB |
| 2    | 8    | Rhasidat Adeleke  | IRL  | 49.95 | Q     |
| 3    | 4    | Henriette Jæger   | NOR  | 50.17 | q     |
| 4    | 6    | Lieke Klaver      | NED  | 50.44 |       |
| 5    | 3    | Victoria Ohuruogu | GBR  | 51.14 |       |
| 6    | 5    | Aaliyah Butler    | USA  | 51.18 |       |
| 7    | 2    | Gabby Scott       | PUR  | 51.22 |       |
| 8    | 9    | Junelle Bromfield | JAM  | 51.93 |       |

#### Halve finale 2
| Rang | Baan | Naam                 | Naam | Tijd  | Bijz. |
| ---- | ---- | -------------------- | ---- | ----- | ----- |
| 1    | 6    | Marileidy Paulino    | DOM  | 49.21 | Q     |
| 2    | 5    | Alexis Holmes        | USA  | 50.00 | Q     |
| 3    | 7    | Laviai Nielsen       | GBR  | 50.69 |       |
| 4    | 8    | Nickisha Pryce       | JAM  | 50.77 |       |
| 5    | 9    | Andrea Miklós        | ROU  | 50.78 |       |
| 6    | 3    | Ella Onojuvwevwo     | NGR  | 51.05 |       |
| 7    | 4    | Susanne Gogl-Walli   | AUT  | 51.17 |       |
| 8    | 2    | Lurdes Gloria Manuel | CZE  | 51.42 |       |

#### Halve finale 3
| Rang | Baan | Naam                | Naam | Tijd  | Bijz. |
| ---- | ---- | ------------------- | ---- | ----- | ----- |
| 1    | 7    | Natalia Kaczmarek   | POL  | 49.45 | Q     |
| 2    | 6    | Amber Anning        | GBR  | 49.47 | Q, PB |
| 3    | 4    | Sada Williams       | BAR  | 49.89 | q     |
| 4    | 2    | Kendall Ellis       | USA  | 50.40 |       |
| 5    | 5    | Roxana Gómez        | CUB  | 50.48 |       |
| 6    | 9    | Paola Morán         | MEX  | 50.73 |       |
| 7    | 8    | Stacey-Ann Williams | JAM  | 50.79 |       |
| 8    | 3    | Miranda Coetzee     | RSA  | 51.60 |       |

### Finale
| Rang   | Baan | Naam              | Naam | Tijd  | Bijz.  |
| ------ | ---- | ----------------- | ---- | ----- | ------ |
| Goud   | 6    | Marileidy Paulino | DOM  | 48.17 | OR, AR |
| Zilver | 8    | Salwa Eid Naser   | BRN  | 48.53 | SB     |
| Brons  | 7    | Natalia Kaczmarek | POL  | 48.98 |        |
| 4      | 4    | Rhasidat Adeleke  | IRL  | 49.28 |        |
| 5      | 5    | Amber Anning      | GBR  | 49.29 | NR     |
| 6      | 9    | Alexis Holmes     | USA  | 49.77 | PB     |
| 7      | 2    | Sada Williams     | BAR  | 49.83 |        |
| 8      | 3    | Henriette Jæger   | NOR  | 49.96 |        |

1964: Betty Cuthbert ·
1968: Colette Besson ·
1972: Monika Zehrt ·
1976: Irena Szewińska ·
1980: Marita Koch ·
1984: Valerie Brisco-Hooks ·
1988: Olga Bryzgina ·
1992: Marie-José Pérec ·
1996: Marie-José Pérec ·
2000: Cathy Freeman ·
2004: Tonique Williams-Darling ·
2008: Christine Ohuruogu ·
2012: Sanya Richards-Ross ·
2016: Shaunae Miller ·
2020: Shaunae Miller ·
2024: Marileidy Paulino